# Tony Judt
Tony Robert Judt (Londen, 2 januari 1948 - New York, 6 augustus 2010) was een Brits historicus, schrijver en hoogleraar, gespecialiseerd in Europese geschiedenis.

## Wetenschappelijke carrière
Tony Judt studeerde aan het King's College (Cambridge) en aan de École Normale Supérieure (Parijs). Hij was docent aan universiteiten in Cambridge, Oxford,  Berkeley en aan de New York University.
Hij bezette de Erich Maria Remarque-leerstoel in Europese studies aan de Universiteit van New York en schreef veel artikelen voor de New York Review of Books. In 1996 werd Judt verkozen tot lid van de American Academy of Arts and Sciences en in 2007 tot corresponderend lid van de British Academy.

## Levensloop
Judt woonde gedurende zijn leven in Engeland, Israël, Frankrijk en de Verenigde Staten. Hij omschreef zichzelf als een ‘grenspersoon’, als iemand die zich overal - en daardoor nergens - thuis voelt.
Judt werd geboren in 1948 in Londen (Engeland) als kind van seculiere joodse ouders. Hij werd opgevoed door zijn moeder. Haar ouders waren geëmigreerd uit Rusland en Roemenië. Zijn vader werd geboren in België. Als jongen was zijn vader geëmigreerd naar Ierland en vervolgens naar Engeland. Judt's ouders woonden in Noord-Londen, maar door de sluiting van de lokale ziekenhuizen in reactie op een uitbraak van baby-dysenterie, werd Judt geboren in een kraamafdeling van het Leger des Heils in Bethnal Green, in de East End van Londen. Hij groeide op in het door bombardementen en voedseltekorten gehavende Londen. Toen hij een kleine jongen was, verhuisde het gezin van Tottenham naar een appartement boven de zaak van zijn moeder in Putney. Wanneer Judt negen jaar oud was, net na de geboorte van zijn zuster, verhuisde het gezin naar een huis in Kingston-upon-Thames, Surrey. De familievoertaal was Engels, hoewel Judt vaak Frans sprak met zijn vader en zijn vaders familie. Judt won een plaats in de Emanuel School in Wandsworth en was een van de weinige joodse jongens geaccepteerd in die school op dat moment. 
Als tiener was hij actief binnen het arbeiderszionisme. Na de Zesdaagse Oorlog in 1967 werkte hij als tolk op de bezette Golanhoogten. De Israëlische houding jegens de overwonnen Arabieren was voor hem reden te breken met het zionisme. Deze ontnuchterende ervaring behoedde hem, naar eigen zeggen, later voor de verleidingen van linkse ideologieën. Niet toevallig behoren naast Albert Camus ook Arthur Koestler en Leszek Kołakowski tot Judts helden. Allen intellectuelen, die zich afkeerden van datgene waarin ze ooit vurig geloofden: het marxisme.

## Wetenschap versus polemiek
Hij noemde zich ‘universalistisch sociaal democraat’. Judt toonde een diepgewortelde achterdocht tegenover linkse ideologieën, op de persoon gebaseerde politiek en de rol van de Verenigde Staten van Amerika als 's werelds enige supermacht.
Judt was in gelijke mate een gevierde geleerde en een aanjager van het publieke debat. Op twaalfjarige leeftijd rekende hij al uit in hoeveel jaren hij zijn studie geschiedenis zou kunnen afronden. Zijn magnum opus was Na de oorlog: een geschiedenis van Europa na 1945, waarin hij beschrijft hoe Oost- en West-Europa opklauterden uit de verwoestingen van de Tweede Wereldoorlog. Het boek oogstte niets dan lof.
In het publieke debat zaaide Judt aanzienlijk meer onenigheid. Hij kon hard afrekenen met wat hij zag als misplaatste ideologische overtuiging. Tot zijn doelwitten behoorden Christopher Hitchens (‘een verdwaalde linkse havik’, die de inval in Irak steunde), de marxistische filosoof Louis Althusser (‘verschool onwetendheid achter ondoorgrondelijk gebrabbel’), de studentenopstanden in Parijs 1968 (‘er gebeurde eigenlijk niets’) en de staat Israël (‘een land dat weigert volwassen te worden’). Hij mocht graag Albert Camus aanhalen: “Als er een partij bestond van mensen die niet zeker weten of ze gelijk hebben, dan zou ik er lid van worden.” Zijn afrekeningen wekten onvermijdelijk wrevel.

## Testament
Judt werd in 2008 getroffen door de dodelijke spierziekte ALS, die hem tot aan de nek verlamde. Zijn laatste stukken moest hij dicteren. Op die manier kwamen 'Ill fares the land', 'The memory Chalet' en ‘Thinking the Twentieth Century’ tot stand. 'Ill fares the land' is een testament waarin Judt verrassend ideologisch uit de hoek komt. Hij bevecht hierin wat hij zelf als een vergeten ideaal beschouwt: de zegeningen van de sociaaldemocratie. Hij verzet zich hierin tegen de neoliberale minachting voor de publieke sector en de obsessie met economische groei en geldvermeerdering.
In de New York Review of Books (maart 2012) beschrijft Jennifer Homans, de weduwe van Judt, onder welke omstandigheden het boek 'Thinking the Twentieth Century' tot stand kwam.
Judt overleed op 6 augustus 2010 in New York.